# Pandanus ramosii
Pandanus ramosii är en enhjärtbladig växtart som beskrevs av Elmer Drew Merrill. Pandanus ramosii ingår i släktet Pandanus och familjen Pandanaceae. Inga underarter finns listade.